# Иероним (Алякринский)
Архимандрит Иероним (в миру Иоанн Степанович Алякринский; 1738—1828) — архимандрит Русской православной церкви.

## Биография
Родился в 1738 году. Происходил из духовенства Рязанской епархии.
Образование получил в Рязанской духовной семинарии и Московской славяно-греко-латинской академии, по окончании которой был назначен учителем в Рязанскую духовную семинарию, в которой в 1781—1805 гг. был префектом.
Овдовев, в 1803 году принял монашество и тогда же был посвящён в архимандрита солотчинского Рождество-Богородичного монастыря.
С 1808 года — ректор Рязанской духовной семинарии.
При преобразовании семинарии в 1815 году отчислен от преподавания богословия, обыкновенно соединявшегося с должностью ректора.
Недюжинный природный ум, честность, простота и добродушие приобрели Иерониму любовь семинаристов, несмотря на излишнее применение телесных наказаний.
В 1823 году, вследствие возникших в семинарской корпорации раздоров, уволен от должности ректора и остался лишь настоятелем Спасского монастыря, куда назначен был ещё в 1813 году.
Написал несколько заметок по истории Рязанской епархии, изданных под чужим именем.
Скончался 18 (30) марта 1828 года в Спасском монастыре.